# 南魣
南魣為輻鰭魚綱鱸形目鯖亞目金梭魚科的其中一種，分布於西大西洋區，從美國佛羅里達州至烏拉圭海域，棲息深度1-65公尺，體長可達61公分，棲息在沿岸珊瑚礁及岩礁區，屬肉食性，以小魚為食，可做為食用魚及遊釣魚，具利齒，易造成創傷。